# Синий грипп
Синий грипп (от англ. blue flu, по типичному цвету полицейской униформы) — выражение американского жаргона, обозначающее необъявленную забастовку полицейских. Во многих штатах забастовки полицейских запрещены, и для выражения протеста они вынуждены одновременно использовать больничные дни (в США количество таких дней ограничено несколькими в год, но обычно работодатель не требует медицинского заключения). В некоторых случаях дело доходило до суда, и от полицейских требовали предъявления справки от врача.
Аналогичные действия пожарных иногда обозначаются как «красная сыпь» (англ. red rash), учителей — «меловая лихорадка» (англ. chalk dust fever).